# Вологі тропічні ліси Західної Полінезії
Вологі тропічні ліси Західної Полінезії (ідентифікатор WWF: OC0117) — океанійський екорегіон тропічних та субтропічних вологих широколистяних лісів, розташований на островах Полінезії в Тихому океані.

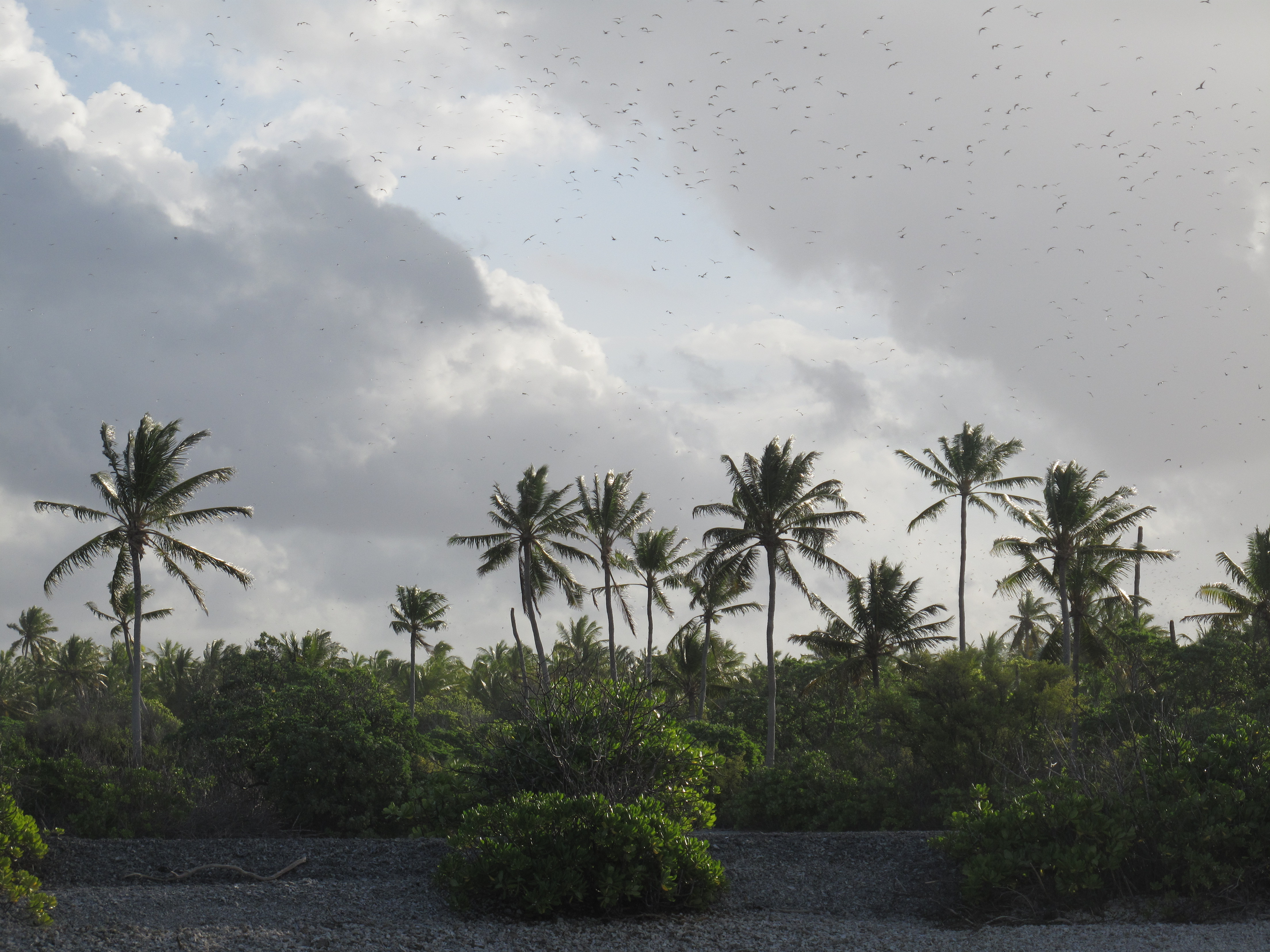
Ландшафт островів Фенікс

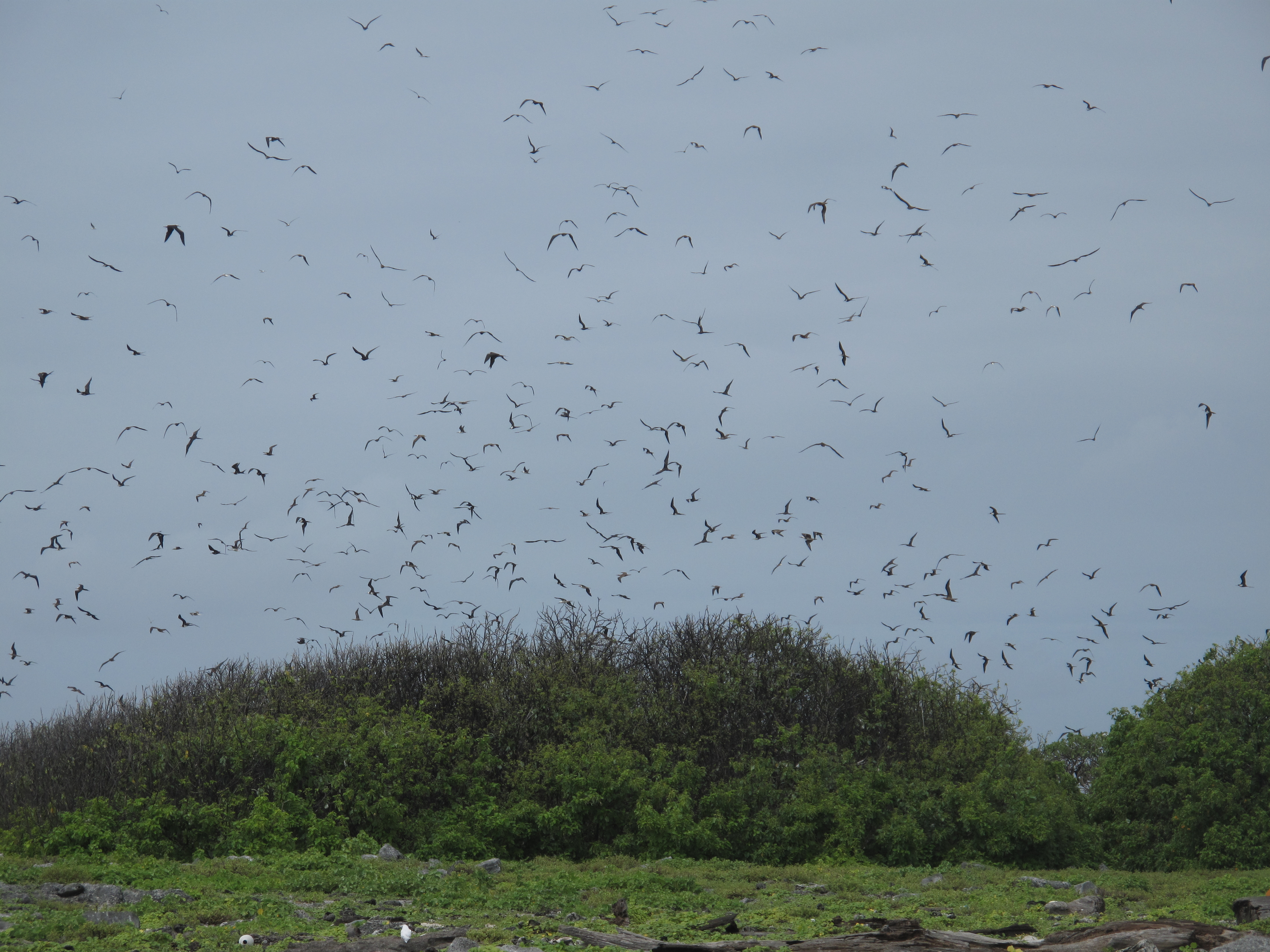
Морські птахи на островах Фенікс

## Географія
Екорегіон вологих тропічних лісів Західної Полінезії охоплює низку коралових островів в Тихому океані, що складають західну частину Полінезії. Більшість цих островів являють собою атоли — невисокі кільцеподібні острови з коралового піску, що утворилися на вершинах згаслих підводних вулканів та підіймаються заледве на кілька метрів над рівнем моря. В центрі їх розташована неглибока лагуна, яка зазвичай сполучена з навколишнім океаном кількома вузькими протоками, що розділяють кільцеподібний атол на кілька менших острівців. Внаслідок тектонічних рухів деякі атоли можуть піднятися на кілька десятків метрів над поверхнею океану, сформувавши підняті атоли, основу яких складають коралові вапняки.
Коралові острови екорегіону згруповані в три архіпелаги. На заході регіону лежать острови Тувалу, раніше відомі як острови Елліс, що включають шість атолів та три рифових острова. Тувалу є незалежною державою, розташованою між 6° і 9° південної широти та між 176° і 180° східної довготи.
На північний схід від Тувалу, між 2° і 5° південної широти та між 171° і 175° західної довготи лежать острови Фенікс. Цей архіпелаг, що складається з 8 атолів, є частиною Республіки Кірибаті, і переважно незаселений.
На південь від островів Фенікс, між 8° і 12° південної широти та між 170° і 173° західної довготи, лежить Токелау — залежна територія Нової Зеландії. Вона включає три заселені атоли — Атафу, Нукунону та Факаофо, а також безлюдний острів Суейнс, який перебуває під управлінням Американського Самоа.
Окрім трьох архіпелагів, до екорегіону також входять ізольовані острови Гауленд та Бейкер, розташовані на північний захід від островів Фенікс. Ці острови входять до Зовнішніх малих островів США.

## Клімат
На островах екорегіону домінує тропічний клімат, який характеризується незначними сезонними коливаннями температури. Тувалу і Токелау лежать у пасатному поясі, де середньорічна кількість опадів коливається від 1500 до 3500 мм, які випадають відносно рівномірно протягом року. На більшості островів Фенікс, а також на островах Гауленд та Бейкер, середньорічна кількість опадів становить менш ніж 1000 мм. З березня по червень на цих островах триває сухий сезон. Крім того, кількість опадів на них змінюється з року в рік: під час періодів Ель-Ніньйо на них настає тривала посуха, а тропічні циклони приносять надзвичайно велику кількість опадів.

## Флора
Основними рослинними угрупованнями, поширеними на більш вологих островах екорегіону, є вологі тропічні ліси, а також трав'янисті та чагарникові угруповання, поширені серед скель та на морських узбережжях, які піддаються впливу солоних бризок. У вологих лісах переважають великі пізонії (Pisonia grandis), прибережні кордії (Cordia subcordata) та деревоподібні геліотропи (Heliotropium arboreum), які утворюють моновидові або змішані насадження заввишки до 25 м, а також волокнистолисті калофіллуми (Calophyllum inophyllum), покрівельні пандани (Pandanus tectorius), ліхтарні дерева (Hernandia nymphaeifolia), тихоокеанські баньяни (Ficus prolixa) та морські ранди (Guettarda speciosa). В підліску поширені чагарники приморської суріани (Suriana maritima) та кислуватого пемфіса (Pemphis acidula), папороті, зокрема гніздові селезінники (Asplenium nidus) та великі мікросоруми (Microsorum grossum), і ліани, зокрема морські кручені паничі (Ipomoea violacea) та нитчасті кассити (Cassytha filiformis). Ліси перемежовуються ділянками, на яких ростуть чагарники прибережної капусти (Scaevola taccada) та лимонолистої морінди (Morinda citrifolia).
На більш сухих північних та східних атолах рослинний покрив переважно представлений розрідженими трав'янистими луками, на яких росте повзучий тонкохвіст (Lepturus repens), білолиста бургавія (Boerhavia albiflora), жовтий портулак (Portulaca lutea), прибережний портулак (Sesuvium portulacastrum), золота сіда (Sida fallax) та бідний гусятник (Eragrostis paupera). Ці луки перемежовуються невисокими розрідженими чагарниками прибережної кордії (Cordia subcordata), індійської липки (Abutilon indicum), приморської суріани (Suriana maritima), кислуватого пемфіса (Pemphis acidula) та чистоподібних якірців (Tribulus cistoides).
Загалом флора екорегіону вирізняється дуже низьким видовим різноманіттям: так, на Токелау зустрічається лише 38 місцевих видів рослин. Більшість рослин, поширених на атолах Західної Полінезії, є широко поширеними прибережними індо-тихоокеанськими або пантропічними видами, а ендеміків серед них зустрічається дуже мало.

## Фауна
На островах екорегіону, особливо на безлюдних островах Фенікс, Гауленд і Бейкер, зустрічається великі гніздові колонії морських птахів, загальна популяція яких нараховує понад 1 мільйон особин. Так, на острові Мак-Кін розташована найбільша у світі колонія фрегатів-арієлів (Fregata ariel), яка нараховує до 85 000 птахів. Серед інших морських птахів, що гніздяться в екорегіоні, слід відзначити жовтодзьобих сул (Sula dactylatra), острівних буревісників (Puffinus nativitatis), макронезійських тайфунників (Pterodroma alba), червонохвостих фаетонів (Phaethon rubricauda), полінезійських крячків (Onychoprion lunatus), строкатих крячків (Onychoprion fuscatus), бурих крячків (Anous stolidus) та білих крячків (Gygis alba).
Наземних птахів на островах регіону зустрічається дуже мало. Єдиними лісовими птахами, поширеними в Західній Полінезії, є тонганські пінони (Ducula pacifica), великі полінезійські голуби, та новозеландські коелі (Urodynamis taitensis), які гніздяться на Новій Зеландії й зимують на островах регіону. На багатьох атолах регіону зустрічаються тихоокеанські чепури (Egretta sacra), а нещодавно атол Ніулакіта, найпівденніший острів в архіпелазі Тувалу, колонізували смугасті пастушки (Hypotaenidia philippensis), поширені на Фіджі. Місцеві дрібні горобцеподібні птахи, наземні ссавці та амфібії в екорегіоні відсутні.
Герпетофауна екорегіону представлена кількома поширеними в Океанії видами сцинків та геконів, такими як океанійський змієокий сцинк (Cryptoblepharus poecilopleurus) та траурний гекон (Lepidodactylus lugubris). Ендеміками екорегіону є тувалуйські лісові гекони (Lepidodactylus tepukapili), поширені на атолі Фунафуті. Серед інших тварин, що зустрічаються на островах регіону, слід відзначити кокосових крабів (Birgus latro), найбільших наземних членистоногих світу, поширених на багатьох островах Індо-Тихоокеанського регіону. На Токелау зустрічається 10 видів сухопутних крабів та принаймні 150 видів комах.

## Збереження
Архіпелаги Тувалу і Токелау були заселені протягом тисячоліть, тоді як острови Гауленд, Бейкер і Фенікс залишаються безлюдними. Більша частина первинного рослинного покриву на островах Тувалу і Токелау була знищена і перетворена на плантації кокосових пальм (Cocos nucifera). На островах Гауленд, Бейкер і Фенікс відбувалося видобування фосфатів з гуано та будівництво військових об'єктів, що призвело до порушення їх рослинності, однак тим не менш, вони продовжують залишатися важливим місцем гніздування для багатьох морських птахів.
Значною загрозою для морських птахів є хижацтво з боку інтродукованих малих пацюків (Rattus exulans) та здичавілих котів, які поїдають дорослих птахів та пташенят. Серед інших інтродукованих видів, які загрожують природі регіону, слід відзначити кролів, свиней та жовтих божевільних мурах (Anoplolepis gracilipes).
Ще однією загрозою для збереження природи регіону є підвищення рівня моря, пов'язане з глобальним потеплінням та таненням льодовиків, оскільки невисокі атоли, які підіймаються на кілька метрів над океаном, дуже вразливі до нього. Навіть якщо острови не опиняться повністю під водою, невелике підвищення рівня моря разом зі швидким зростанням населення призведе до зменшення запасів прісної води та їжі, що, можливо, призведе до переміщення населення до наразі безлюдних атолів, які мають важливе значення у збереженні природної флори і фауни.
Оцінка 2017 року показала, що 2 км², або 70 % екорегіону, є заповідними територіями. Природоохоронні території включають: Заповідна територія островів Фенікс, Національний природний заповідник острова Гауленд та Національний природний заповідник острова Бейкер. У 2010 році Заповідна територія островів Фенікс була внесена до списку Світової спадщини ЮНЕСКО.